# Moulin à eau à Bistrica
Pour les articles homonymes, voir Moulin à eau (homonymie).
Le moulin à eau à Bistrica (en serbe cyrillique : Ваљавица у Бистрици ; en serbe latin : Valjavica u Bistrici) est un moulin à eau situé à Bistrica, dans la municipalité de Petrovac na Mlavi et dans le district de Braničevo, en Serbie. Il est inscrit sur la liste des monuments culturels de grande importance de la république de Serbie (identifiant no SK 570).

## Présentation
Le moulin Tomašević a vraisemblablement été construit à la fin du XIXe siècle ou au début du XXe siècle,. Situé près de la rivière Bistrica, il a été bâti pour le traitement du tissu.
Contrairement aux autres moulins du village qui ne disposent que d'une seule pièce, ce moulin possède deux pièces, l'une qui sert d'habitation au moment du travail du tissu, l'autre qui abrite le matériel de travail proprement dit,. La partie consacrée au travail est en rondins, l'autre partie, la partie résidentielle, étant constituée de pierres concassées et de galets enduits d'un mortier de boue ; le toit à deux pans est recouvert de tuiles ; le sol est en terre battue.